# كيسي بيل ويلدون
كيسي بيل ويلدون (بالإنجليزية: Casey Bill Weldon)‏ هو عازف قيثارة وموسيقي أمريكي، ولد في 10 يوليو 1909 في باين بلاف في الولايات المتحدة، وتوفي في عقد 1960.

## وصلات خارجية
- كيسي بيل ويلدون على موقع IMDb (الإنجليزية)
- كيسي بيل ويلدون على موقع ميوزك برينز (الإنجليزية)
- كيسي بيل ويلدون على موقع أول ميوزيك (الإنجليزية)
- كيسي بيل ويلدون على موقع ديسكوغز (الإنجليزية)